# Ōshikōchi no Mitsune
Ōshikōchi no Mitsune (jap. 凡河内 躬恒; fl. 898 - 922) – japoński polityk z wczesnego okresu Heian i poeta, zaliczony do Trzydziestu Sześciu Mistrzów Poezji, twórca poezji waka.

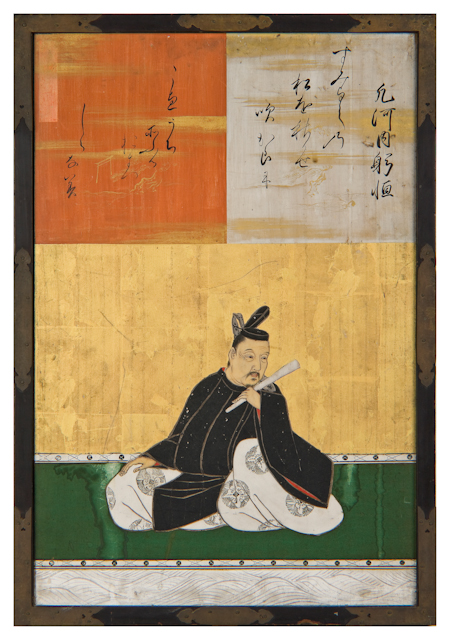
Portret Ōshikōchi no Mitsune autorstwa Tan’yū Kanō, 1648

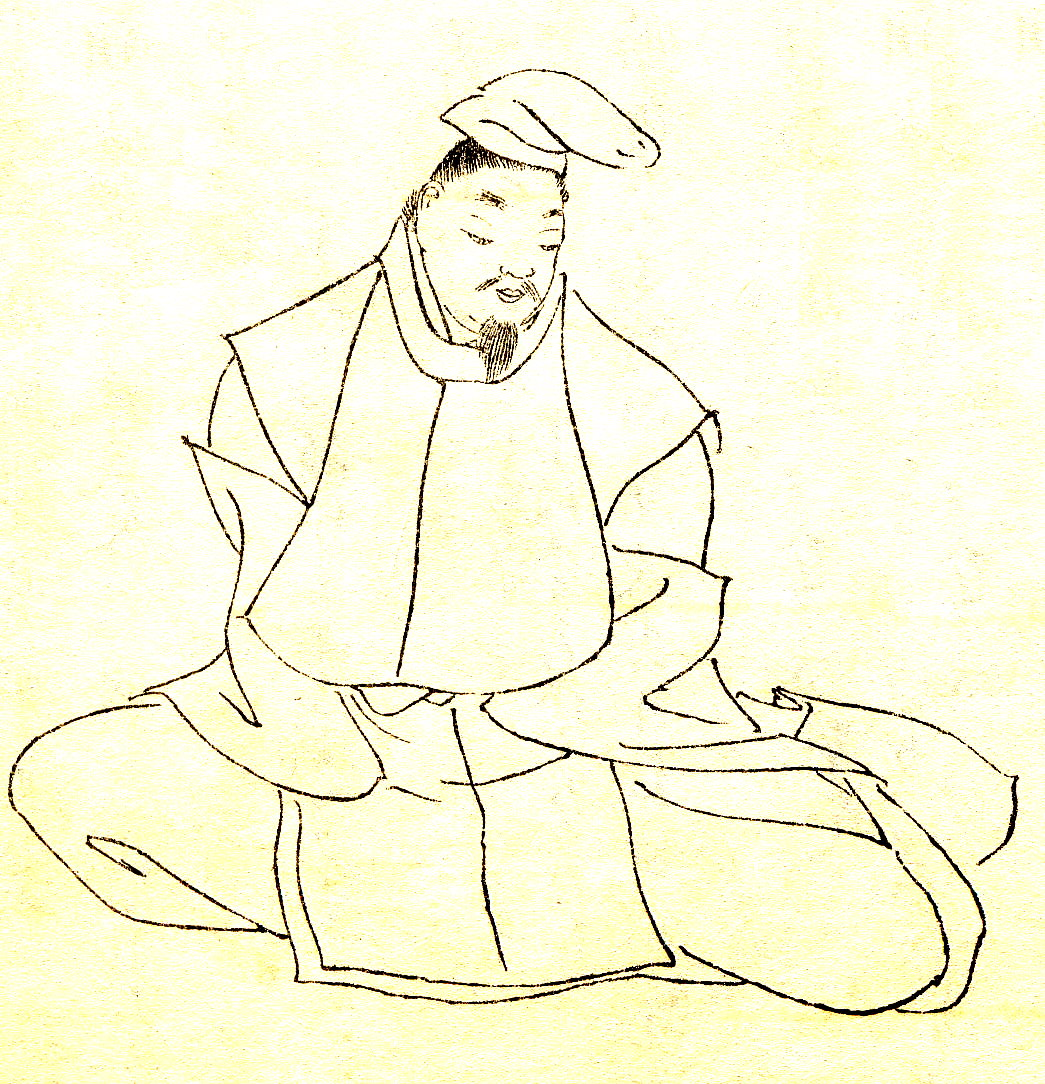
Portret Ōshikōchi no Mitsune autorstwa Yōsaia Kikuchi

Pełnił funkcję gubernatora w prowincjach Kai, Izumi i Awaji. Był płodnym poetą, zachowała się znaczna liczba – 193 – jego wierszy, ujętych w oficjalnych zbiorach, a także w osobnej kolekcji pt. „Mitsune Shū”. Był też jednym z kompilatorów antologii „Kokin wakashū”, przy której pracował podczas pobytu w Kioto. Szczególnie znany z wierszy tworzonych do obrazów na parawanach, a także z uczestnictwa licznych zawodach poetyckich. Jego wiersze były cenione za wysoką jakość, a on sam stawiany na równi z Ki no Tsurayukim jako najlepszy poeta swojej epoki.